# Elano
Elano Ralph Blumer (Iracemápolis, São Paulo; 14 de junio de 1981), conocido como Elano es un exfutbolista y entrenador brasileño. Jugaba de centrocampista. Actualmente no dirige a ningún club.
Plano fue el primer jugador de un club ucraniano en ser convocado para la Selección brasileña.
Su nombre se hizo popular jugando con la camiseta del Santos, participando en la conquista de dos títulos nacionales con solo 23 años. Jugando con el número 11, actuó en 209 partidos y marcó 52 goles.
Recientemente dirigió al Ferroviária.

## Carrera como jugador

### Santos
Elano comenzó su carrera con Guarani de Campinas en el estado de São Paulo. Después de una corta temporada con el Internacional de Limeira, se unió al Santos en 2001. Hizo su debut absoluto con este último el 21 de enero, entrando como sustituto de Deivid en la victoria por 1-0 del Campeonato Paulista en casa contra Guarani. Su primer gol llegó el 28 de abril en una goleada por 5-1 a Mogi Mirim.
Posteriormente, Elano se estableció como titular en el Peixe y jugó junto a Robinho, Diego y Alex. Pronto se ganó la reputación de ser un talentoso centrocampista goleador, formando parte del Santos que ganó el Campeonato Brasileiro en 2004 al anotar 22 goles (la mejor marca de su carrera). Tres años en el Santos produjeron 34 goles y le valieron una transferencia al Shakhtar Donetsk de Ucrania el 1 de febrero de 2005.

### Shakhtar Donetsk
Aunque no fue un habitual en su primera temporada en Ucrania, estableció sus credenciales como jugador clave y su forma excepcional lo convirtió en el primer jugador de la Premier League de Ucrania en representar a la selección de Brasil, cuando fue convocado para el partido ante Noruega el 16 de agosto de 2006.

### Manchester City
El 2 de agosto de 2007, el Manchester City pagó 8 millones de libras esterlinas por Elano, que firmó un contrato de cuatro años. Hizo su debut en el primer día de la temporada contra West Ham United, proporcionando el centro para el primer gol. Jugó en su primer derbi de Mánchester contra el Manchester United el 19 de agosto, también reveló cómo disfrutó de su nueva vida en Mánchester, describiendo la ciudad como hermosa y cómo el clima le asentaba mejor que el que había experimentado en Ucrania. También admitió sorpresa por el ritmo del fútbol en la Premier League.
Fue asignado con el equipo número 11, previamente asignado a Darius Vassell, quien cambió a la camiseta número 12.
El 29 de septiembre anotó su primer gol con el City en la victoria por 3-1 sobre el Newcastle United. Agregó dos goles más ocho días después en la victoria del Manchester City por 3-1 sobre el Middlesbrough, uno desde el juego abierto a unas 25 yardas y el otro un tiro libre que se encrespa desde las afueras del área penal. Continuó su buena forma al anotar el único gol en un partido contra el Birmingham City y convertir un penalti tardío en la victoria de la Copa de la Liga ante el Bolton Wanderers. El 2 de enero de 2008, marcó el primer gol de la temporada en St James 'Park en la victoria por 2-0 de su equipo sobre el Newcastle. Dos semanas después en la tercera ronda de la FA Cup anotó el gol de la victoria cuando el Manchester City eliminó al West Ham de la competencia y avanzó a la cuarta ronda. El 2 de febrero consiguió su quinta tarjeta amarilla de la temporada cuando jugaron contra el Arsenal, una semana antes, lo que significó que no pudo jugar en la victoria por 2-1 sobre sus rivales Manchester United. Hacia finales de marzo y principios de abril de 2008, Elano anotó tres penales contra el Birmingham City (derrota por 3-1) y el Sunderland (victoria por 2-1), así como contra el Bolton en la segunda ronda de la Copa de la Liga.
Sus actuaciones al final de la temporada 2007-08 complacieron al entonces entrenador Sven-Göran Eriksson, quien afirmó que el "Real Elano ha vuelto". Elano demostró ser muy versátil, jugando en muchas posiciones para el Manchester City durante la temporada 2007-08, incluido el lateral en la victoria por 3-1 en casa contra el Portsmouth. Elano terminó la temporada con un gol en la derrota por 8-1 en Middlesbrough en el último día de la temporada de la Premier League. Su primera temporada lo vio marcar diez goles y tantas asistencias en todas las competiciones.
Elano tuvo una pretemporada bastante tranquila hasta 2008-09, y regresó un poco más tarde debido al deber internacional. Tuvo una buena actuación en la victoria amistosa por 1-0 sobre el Milan el 9 de agosto de 2008, creando muchas oportunidades con su papel libre dominante en el centro del campo, y continuó su buena forma con un penalti exitoso en la derrota por 4-2 ante el Aston Villa. Siguió con dos goles en la victoria en casa por 3-0 contra el West Ham, lo que lo convirtió en el máximo goleador junto a Gabriel Agbonlahor al final de la segunda jornada de la Premier League. Sin embargo, con el regreso de alto perfil de Shaun Wright-Phillips y la transferencia de su compatriota Robinho al club en la primera parte de la temporada 2008-09, había dudas sobre si mantendría su posición dominante en el mediocampo en el club. Durante el primer partido de Robinho para el club fue una derrota por 3-1 contra el Chelsea, Elano estaba en el banco y no fue llamado a la cancha. Jugó un papel de centrocampista central izquierdo en la nueva imagen de Mark Hughes, lo que le obligó a actuar como apoyo entre el lateral izquierdo Javier Garrido y el delantero Robinho.
Marcó un gol desde las 25 yardas contra el Omonia el 2 de octubre de 2008 para ayudar al Manchester City a clasificarse para la fase de grupos de la Copa de la UEFA. Después de actuaciones mixtas desde el banquillo, continuó su récord del 100% de penaltis con un gol desde el punto con uno en el partido de cuartos de final de la Copa de la UEFA con el Hamburger SV el 16 de abril de 2009, otros tres días después en la victoria por 4-2 sobre el West Bromwich Albion Football Club, y luego nuevamente en una victoria por 3-1 sobre Blackburn Rovers el 2 de mayo.

### Galatasaray

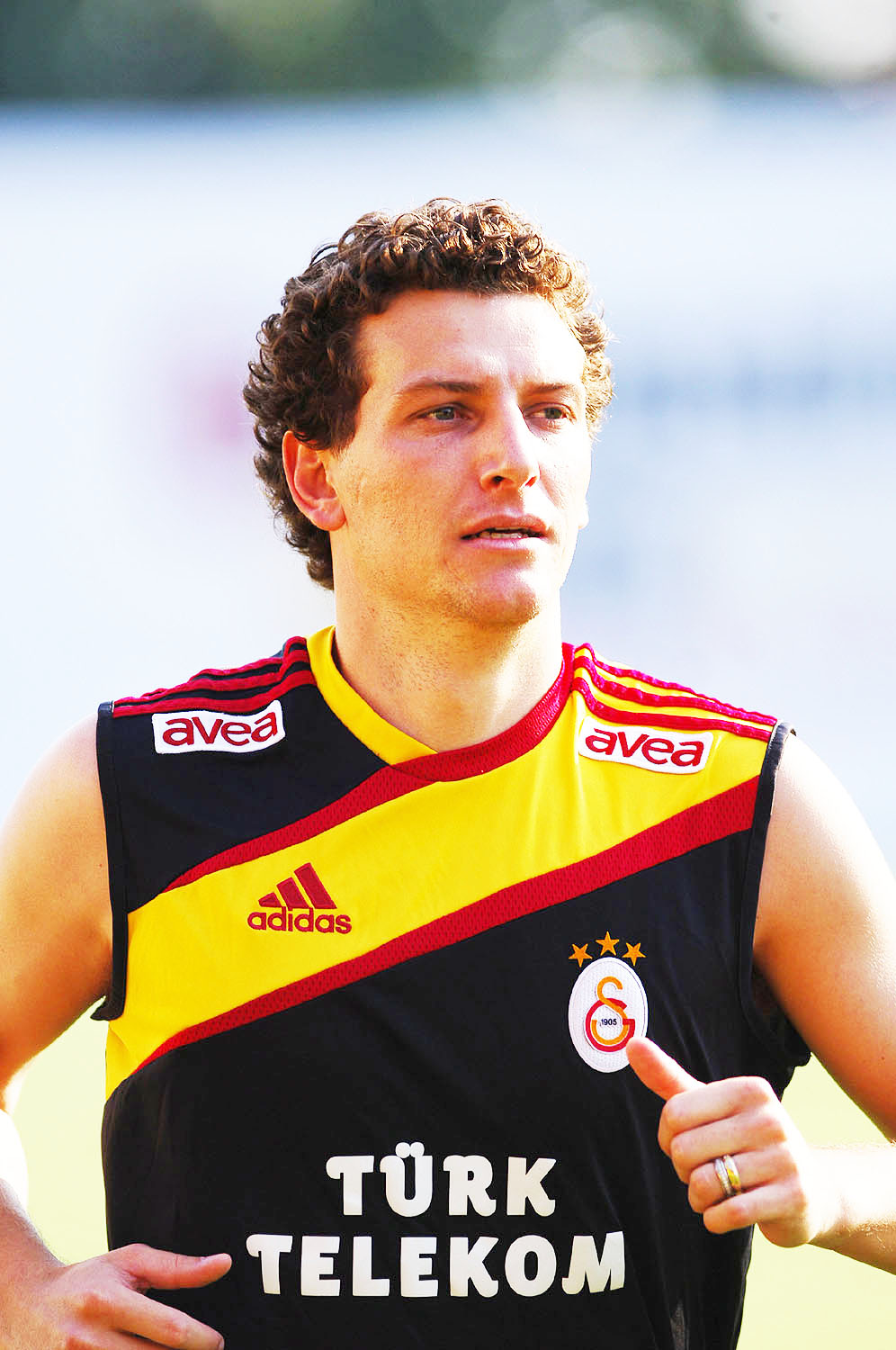
Elano entrenando con el Galatasaray en 2009.

Fichó por el Galatasaray el 30 de julio de 2009, firmando un contrato de cuatro años con el club turco. Fue recibido en el aeropuerto por más de 1.300 fanáticos. Elano tomó la camiseta número 9, anteriormente perteneciente a Hakan Şükür. Hizo su debut el 20 de agosto en partido de play-off de la Liga Europa de la UEFA 2009-10 contra el Levadia Tallin de Estonia, en ese encuentro entró como sustituto a los 69 minutos. Marcó su primer gol para el club en su debut en la Superliga de Turquía contra el Kayserispor el 23 de agosto de 2009, anotando un fantástico gol con la zurda desde 28 metros.

### Regreso a Brasil
El 30 de noviembre de 2010 se reincorporó al  Santos por un acuerdo de transferencia de 2,9 millones de euros. El Galatasaray también recibió el 50% de los beneficios de la transferencia (los ingresos menos 2,9 millones de euros) en caso de que Santos lo vendiera a otro club el 31 de diciembre de 2012 o antes por más de 2,9 millones de euros. El 19 de enero de 2011, Santos anunció que el club vendió el 20% de derechos económicos para futuros ingresos por transferencias a un grupo de inversión, Terceira Estrela Investimentos S / A (TEISA) por R $ 1,56 millones de reales brasileño, o 20% del costo que pagó Santos ( R $ 7,8 millones). Es porque Santos compró a Elano por € 2,9 millones (R $ 6,6 millones) más R $ 1,2 millones de impuestos. A su regreso al fútbol brasileño, fue máximo goleador del Campeonato Paulista 2011 junto al delantero del Corinthians, Liédson, con 11 goles.
El 8 de julio de 2012, se anunció que se uniría a Grêmio. Tras ser sustituido por el delantero Ezequiel Miralles, firmó un contrato de tres años con el club de Porto Alegre.
Elano tuvo una breve etapa en el Flamengo en 2014, y se incorporó al club cedido por Grêmio en enero; se quedó hasta agosto, cuando el Fla canceló el trato.
El centrocampista regresó a Grêmio tras su salida del Flamengo, pero su regreso no duró mucjo, ya que su contrato fue rescindido de común acuerdo el 22 de agosto.

### Chennaiyin
El 20 de septiembre de 2014 fichó por el  Chennaiyin de la Superliga de India (ISL). Firmó un contrato de tres meses por un millón de dólares a través del socio técnico del club y director ejecutivo de Kshatriya Sports, Prashant Agarwal. Se clasificó como el jugador estrella de la franquicia. Anotó  un gol de tiro libre el 15 de octubre en su debut ante el FC Goa en una victoria por 2-1, convirtiéndolo en el primer jugador estrella en anotar en la Superliga India. Con dos goles, un penalti y un tiro libre, y dos asistencias en la victoria por 5-1 de Chennaiyin sobre el Mumbai City el 28 de octubre, encabezó la lista de goleadores con cinco goles en cuatro partidos. Terminó la temporada como el máximo goleador de la liga con ocho goles, pero también pasó un tiempo en Brasil para recuperarse tras una lesión sufrida contra el Pune City.
El 6 de enero de 2015, se informó que Elano ahora era agente libre y que buscaría regresar a Brasil.

### Segundo regreso a Santos
El 13 de enero de 2015, acordó un contrato a corto plazo con el Santos, regresando al club para un tercer período. Debutó en su tercer período el 1 de febrero entrando como sustituto en la segunda mitad por Thiago Ribeiro en la victoria por 3-0 en casa contra Ituano. En mayo, renovó su contrato por una temporada más.
El 17 de junio de 2015, sin embargo acordó un préstamo al Chennaiyin en la Superliga india, nuevamente como su jugador estrella. Durante su segunda temporada con el equipo, Elano ayudó a Chennaiyin a ganar el campeonato, derrotando a Goa 3-2 en la final el 20 de diciembre de 2015. Sin embargo, después de la final se vio envuelto en una controversia en la que fue arrestado por la Policía de Goa por supuestamente agredir al copropietario de Goa, Dattaraj Salgaocar. Elano fue liberado después de pasar la noche en la cárcel antes de regresar a Brasil al día siguiente. Después del incidente se declaró inocente mientras que el video del altercado entre él y Salgaocar mostraba a Elano tratando de calmar la situación en lugar de intentar iniciar un conflicto. Al final, Elano no fue acusado por la Federación de Fútbol de la India, los organizadores de la Superliga india o la policía de Goa. En agosto de 2016, se reveló que al vender su participación en el FC Goa, una de las condiciones de Salgaocar era que Elano no podría regresar a la Superliga india durante al menos dos temporadas.
Al regresar a Peixe en enero de 2016 apareció rara vez para el club. El 24 de noviembre de ese año anunció su próxima retirada del fútbol profesional tras la expiración de su contrato en diciembre, convirtiéndose en el subdirector de Dorival Júnior para la campaña 2017.
El último partido profesional de Elano se produjo el 11 de diciembre de 2016, cuando sustituyó a Lucas Lima en la victoria en casa por 1-0 ante el América Mineiro. Terminó su carrera con 322 partidos y 68 goles solo para el Santos.

## Selección nacional
Fue convocado por primera vez a la selección nacional de Brasil, en enero de 2004. Anotó su primer gol internacional en un partido amistoso contra Argentina el 2 de septiembre de 2006, día en el que logró un doblete.
| Selección | Año   | Partidos | Goles |
| --------- | ----- | -------- | ----- |
| Brasil    | 2004  | 1        | 0     |
| Brasil    | 2005  | 1        | 0     |
| Brasil    | 2006  | 5        | 2     |
| Brasil    | 2007  | 13       | 2     |
| Brasil    | 2008  | 7        | 1     |
| Brasil    | 2009  | 14       | 1     |
| Brasil    | 2010  | 4        | 3     |
| Brasil    | 2011  | 5        | 0     |
| Total     | Total | 50       | 9     |

#### Participaciones en Copas del Mundo
| Mundial                        | Sede      | Resultado        | Partidos | Goles |
| ------------------------------ | --------- | ---------------- | -------- | ----- |
| Copa Mundial de Fútbol de 2010 | Sudáfrica | Cuartos de final | 2        | 2     |

## Carrera de entrenador

### Santos
Inmediatamente después de retirarse permaneció en el Santos siendo uno de los asistentes de dirección permanentes del club.
El 4 de junio de 2017, tras la destitución del técnico Dorival Júnior, fue nombrado director interino. El reinado de Elano duró dos partidos antes del nombramiento de Levir Culpi. El 28 de octubre, tras el despido de Levir, volvió a ser nombrado interino hasta fin de año y llevó al Peixe a la tercera posición en la tabla general del Campeonato Brasileño. Sin embargo fue despedido el 31 de diciembre.

### Inter de Limeira
El 7 de agosto de 2019 fue anunciado como entrenador del Inter de Limeira, para la próxima campaña. El 1 de agosto siguiente, tras conseguir evitar el descenso, anunció su salida del club.

### Figueirense
El 27 de agosto de 2020 fue designado a cargo del Figueirense de la Serie B, en sustitución despedido Márcio Coelho. Pero fue despedido el 13 de noviembre, después de una derrota por 3-0 ante el Vitória.

### Ferroviária
El 26 de abril de 2021 reemplazó a Pintado al frente de Ferroviária para las últimas etapas del Campeonato Paulista 2021.

## Estadísticas como jugador
| Club                       | Temporada     | Liga          | Liga | Liga | Copa | Copa | Continental | Continental | Estadual | Estadual | Otros | Otros | Total | Total |
| Club                       | Temporada     | Div.          | PJ   | G    | PJ   | G    | PJ          | G           | PJ       | G        | PJ    | G     | PJ    | G     |
| -------------------------- | ------------- | ------------- | ---- | ---- | ---- | ---- | ----------- | ----------- | -------- | -------- | ----- | ----- | ----- | ----- |
| Santos · Brasil            | 2001          | 1ª            | 25   | 2    | 2    | 0    | —           | —           | 5        | 1        | 2     | 0     | 34    | 3     |
| Santos · Brasil            | 2002          | 1ª            | 29   | 9    | 2    | 0    | —           | —           | —        | —        | 6     | 0     | 37    | 9     |
| Santos · Brasil            | 2003          | 1ª            | 39   | 8    | —    | —    | 17          | 2           | 5        | 2        | —     | —     | 61    | 12    |
| Santos · Brasil            | 2004          | 1ª            | 41   | 15   | —    | —    | 12          | 5           | 8        | 2        | —     | —     | 61    | 22    |
| Santos · Brasil            | 2005          | 1ª            | 0    | 0    | —    | —    | 0           | 0           | 4        | 1        | —     | —     | 4     | 1     |
| Santos · Brasil            | Total         | Total         | 134  | 34   | 4    | 0    | 29          | 7           | 22       | 6        | 7     | 0     | 197   | 47    |
| Shakhtar Donetsk · Ucrania | 2005          | 1ª            | 13   | 4    | 2    | 0    | 4           | 1           | —        | —        | —     | —     | 19    | 5     |
| Shakhtar Donetsk · Ucrania | 2005–06       | 1ª            | 25   | 5    | 1    | 0    | 10          | 4           | —        | —        | —     | —     | 36    | 9     |
| Shakhtar Donetsk · Ucrania | 2006–07       | 1ª            | 11   | 5    | 2    | 1    | 9           | 2           | —        | —        | —     | —     | 22    | 8     |
| Shakhtar Donetsk · Ucrania | Total         | Total         | 49   | 14   | 5    | 1    | 23          | 7           | —        | —        | —     | —     | 77    | 22    |
| Manchester City Inglaterra | 2007–08       | 1ª            | 34   | 8    | 2    | 1    | 0           | 0           | —        | —        | 2     | 1     | 38    | 10    |
| Manchester City Inglaterra | 2008–09       | 1ª            | 28   | 6    | 1    | 0    | 15          | 2           | —        | —        | 2     | 0     | 46    | 8     |
| Manchester City Inglaterra | Total         | Total         | 62   | 14   | 3    | 1    | 15          | 2           | —        | —        | 4     | 1     | 84    | 18    |
| Galatasaray Turquía        | 2009–10       | 1ª            | 24   | 3    | 5    | 1    | 9           | 3           | —        | —        | —     | —     | 38    | 7     |
| Galatasaray Turquía        | 2010–11       | 1ª            | 8    | 0    | 1    | 1    | 0           | 0           | —        | —        | 0     | 0     | 9     | 1     |
| Galatasaray Turquía        | Total         | Total         | 32   | 3    | 6    | 2    | 9           | 3           | —        | —        | 0     | 0     | 47    | 8     |
| Santos · Brasil            | 2011          | 1ª            | 12   | 1    | —    | —    | 12          | 3           | 17       | 11       | 2     | 0     | 43    | 15    |
| Santos · Brasil            | 2012          | 1ª            | 3    | 0    | —    | —    | 11          | 2           | 18       | 0        | —     | —     | 32    | 2     |
| Santos · Brasil            | Total         | Total         | 15   | 1    | —    | —    | 23          | 5           | 35       | 11       | 2     | 0     | 75    | 17    |
| Grêmio · Brasil            | 2012          | 1ª            | 25   | 7    | —    | —    | 5           | 1           | —        | —        | —     | —     | 30    | 8     |
| Grêmio · Brasil            | 2013          | 1ª            | 22   | 3    | 0    | 0    | 8           | 2           | 5        | 1        | —     | —     | 35    | 6     |
| Grêmio · Brasil            | Total         | Total         | 47   | 10   | 0    | 0    | 13          | 3           | 5        | 1        | —     | —     | 65    | 14    |
| Flamengo · Brasil          | 2014          | 1ª            | 4    | 0    | —    | —    | 4           | 1           | 7        | 2        | —     | —     | 15    | 3     |
| Chennaiyin India           | 2014          | 1ª            | 11   | 8    | —    | —    | —           | —           | —        | —        | —     | —     | 11    | 8     |
| Chennaiyin India           | 2015          | 1ª            | 15   | 4    | —    | —    | —           | —           | —        | —        | —     | —     | 15    | 4     |
| Chennaiyin India           | Total         | Total         | 26   | 12   | —    | —    | —           | —           | —        | —        | —     | —     | 26    | 12    |
| Santos · Brasil            | 2015          | 1ª            | 5    | 0    | 5    | 2    | —           | —           | 14       | 0        | —     | —     | 24    | 2     |
| Santos · Brasil            | 2016          | 1ª            | 7    | 0    | 3    | 0    | 0           | 0           | 4        | 0        | —     | —     | 14    | 0     |
| Santos · Brasil            | Total         | Total         | 12   | 0    | 8    | 2    | 0           | 0           | 18       | 0        | —     | —     | 38    | 2     |
| Total carrera              | Total carrera | Total carrera | 381  | 88   | 26   | 6    | 116         | 28          | 87       | 20       | 14    | 1     | 624   | 143   |

## Estadísticas como entrenador
| Equipo                       | De                    | A                       | Estadística | Estadística | Estadística | Estadística | Estadística | Estadística | Estadística | Estadística | Ref.   |
| Equipo                       | De                    | A                       | PJ          | PG          | PE          | PP          | GA          | GC          | GD          | %           | Ref.   |
| ---------------------------- | --------------------- | ----------------------- | ----------- | ----------- | ----------- | ----------- | ----------- | ----------- | ----------- | ----------- | ------ |
| Santos · Brasil · (interino) | 4 de junio de 2017    | 11 de junio de 2017     | 2           | 2           | 0           | 0           | 3           | 0           | 3           |             | [ 56 ] |
| Santos · Brasil · (interino) | 28 de octubre de 2017 | 31 de diciembre de 2017 | 7           | 3           | 1           | 3           | 9           | 10          | -1          |             | [ 56 ] |
| Inter de Limeira · Brasil    | 1 de enero de 2020    | 1 de agosto de 2020     | 14          | 5           | 2           | 7           | 11          | 17          | -6          |             | [ 57 ] |
| Figueirense · Brasil         | 27 de agosto de 2020  | 13 de noviembre de 2020 | 17          | 3           | 6           | 8           | 11          | 19          | -8          |             | [ 58 ] |
| Ferroviária · Brasil         | 26 de abril de 2021   | 25 de marzo de 2022     | 39          | 18          | 15          | 6           | 54          | 31          | 23          |             | [ 59 ] |
| Náutico · Brasil             | 20 de julio de 2022   | 21 de agosto de 2022    | 6           | 1           | 0           | 5           | 4           | 10          | -6          |             |        |
| Ferroviária · Brasil         | 26 de enero de 2023   | 8 de junio de 2023      | 14          | 1           | 8           | 5           | 9           | 15          | -6          |             |        |
| Total                        |                       |                         |             |             |             |             |             |             |             |             |        |

## Palmarés

### Torneos regionales
| Título              | Club                         | Estado         | Año  |
| ------------------- | ---------------------------- | -------------- | ---- |
| Campeonato Paulista | Santos                       | São Paulo      | 2011 |
| Campeonato Paulista | Santos                       | São Paulo      | 2012 |
| Taça Guanabara      | Clube de Regatas do Flamengo | Río de Janeiro | 2014 |
| Taça Río            | Clube de Regatas do Flamengo | Río de Janeiro | 2014 |
| Campeonato Carioca  | Clube de Regatas do Flamengo | Río de Janeiro | 2014 |
| Campeonato Paulista | Santos                       | São Paulo      | 2015 |
| Campeonato Paulista | Santos                       | São Paulo      | 2016 |

### Campeonatos nacionales
| Título               | Club             | País    | Año  |
| -------------------- | ---------------- | ------- | ---- |
| Serie A              | Santos           | Brasil  | 2002 |
| Serie A              | Santos           | Brasil  | 2004 |
| Liga Premier         | Shakhtar Donetsk | Ucrania | 2005 |
| Supercopa de Ucrania | Shakhtar Donetsk | Ucrania | 2005 |
| Liga Premier         | Shakhtar Donetsk | Ucrania | 2006 |
| Copa de Ucrania      | Shakhtar Donetsk | Ucrania | 2006 |

### Campeonatos internacionales
| Título               | Club (*)            | Sede      | Año  |
| -------------------- | ------------------- | --------- | ---- |
| Copa América         | Selección de Brasil | Venezuela | 2007 |
| Copa Confederaciones | Selección de Brasil | Sudáfrica | 2009 |
| Copa Libertadores    | Santos              | Brasil    | 2011 |